# Palacio de la Diputación del Reino de Aragón
El Palacio de la Diputación General del Reino de Aragón, históricamente conocido como Casas del Reino (en aragonés medieval Casas del Reyno) o Casa de la Diputación del Reino,  fue un edificio mandado construir en la plaza de la Seo de Zaragoza en 1436, como sede de la Diputación del General del Reino de Aragón, de las Cortes y del Justicia de Aragón. 
El palacio era un edificio gótico situado en Zaragoza al lado de la Puerta del Ángel, del Puente de Piedra, las Casas del Puente (sede del concejo municipal) y la Lonja. Era uno de los edificios más importantes de Zaragoza por su simbolismo, su importancia política y artística.
Sus palacios equivalentes en el resto de las Diputaciones del General de la Corona de Aragón son el palacio de la Generalidad de Cataluña y el palacio de la Generalidad Valenciana, ambos sedes actuales de los gobiernos de ambas comunidades autónomas.
El palacio fue incendiado durante los Sitios de Zaragoza y tras finalizar la guerra quedó en ruinas hasta que fue demolido para construir el Seminario Conciliar.
No debe confundirse con la casa de los Diputados del Reino de Aragón, palacio renacentista también ubicado en Zaragoza y desaparecido, adquirido en 1590 por la Diputación para servir de hospedaje para aquellos diputados elegidos no residentes en Zaragoza, ya que estos tenían obligación de residir en la capital.

## Descripción

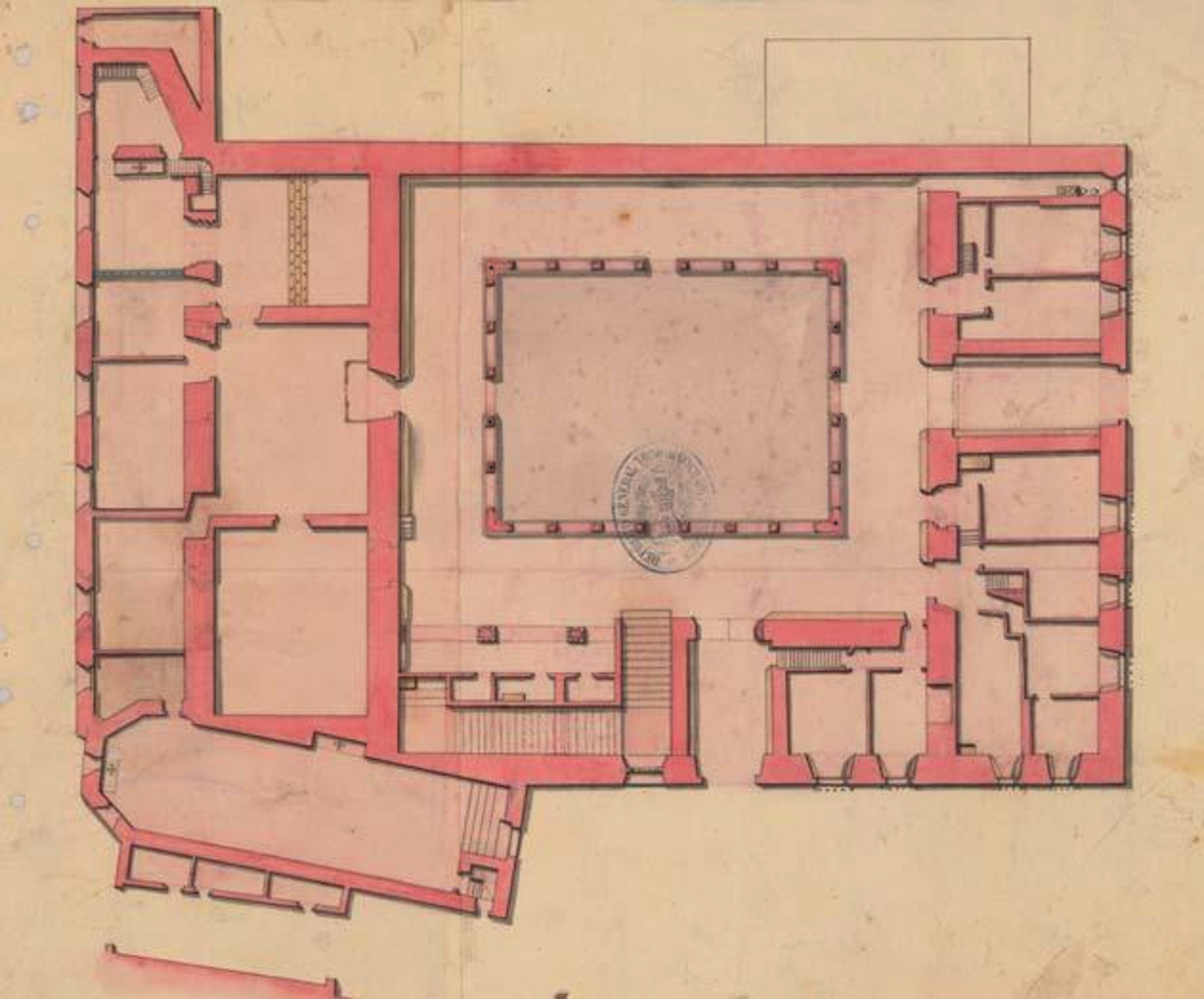
Plano del palacio en 1756. Archivo General Militar de Madrid.

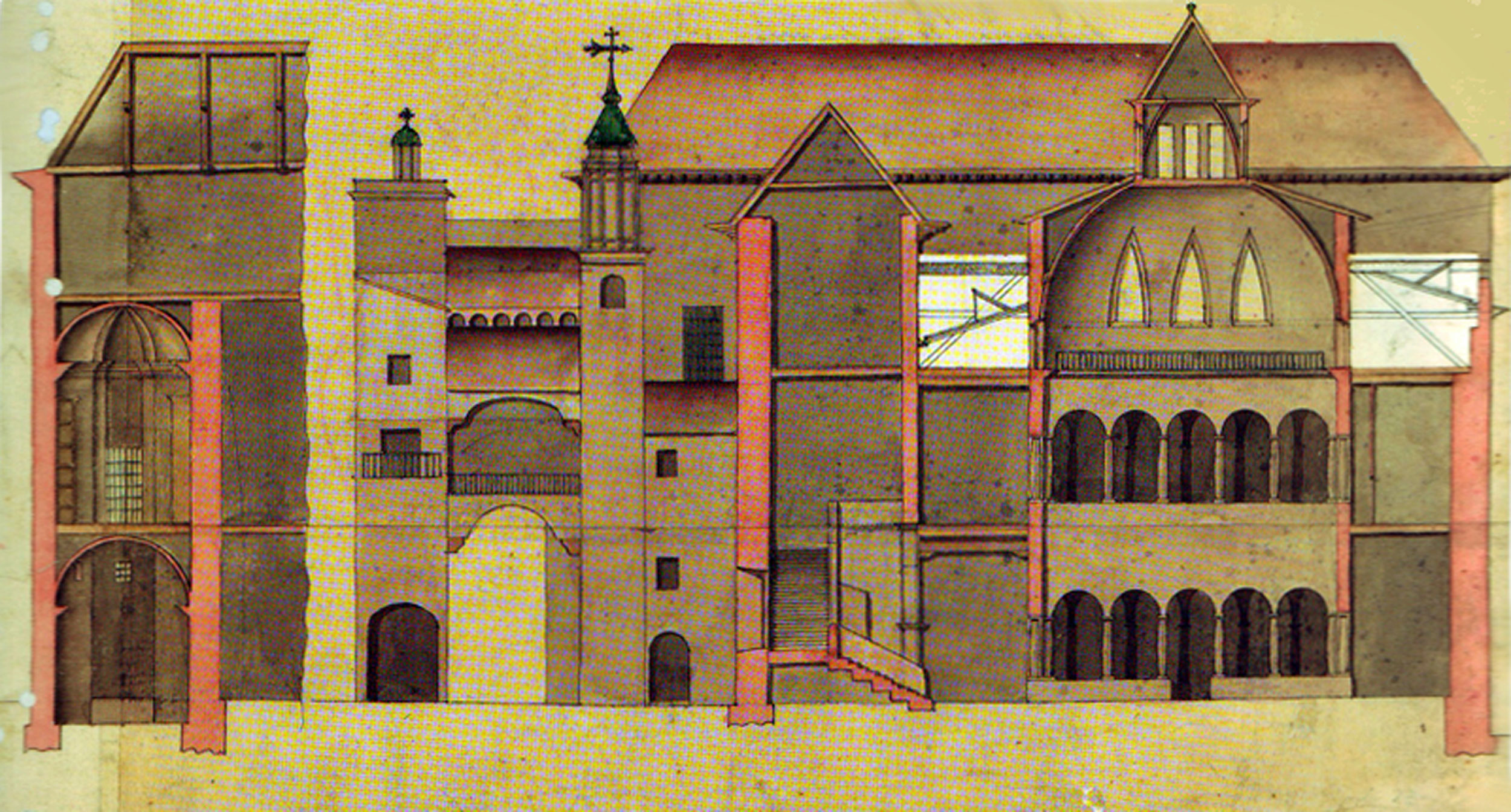
Perfil en 1756. Archivo General Militar de Madrid.

El edificio constaba de tres plantas organizadas alrededor de un gran patio interior o luna. El suelo de la misma era empedrado con cantos rodados formando dibujos.  
Tenía tres fachadas: una hacia la plaza de la Catedral, otra hacia las Casas del Puente (sede del consejo municipal) y la última y más conocida hacia el paseo del Ebro.
Constaba de dos accesos: uno desde la calle Cuchillería (actual calle Don Jaime) y otro desde la plaza de la Diputación (actual plaza de la Seo).

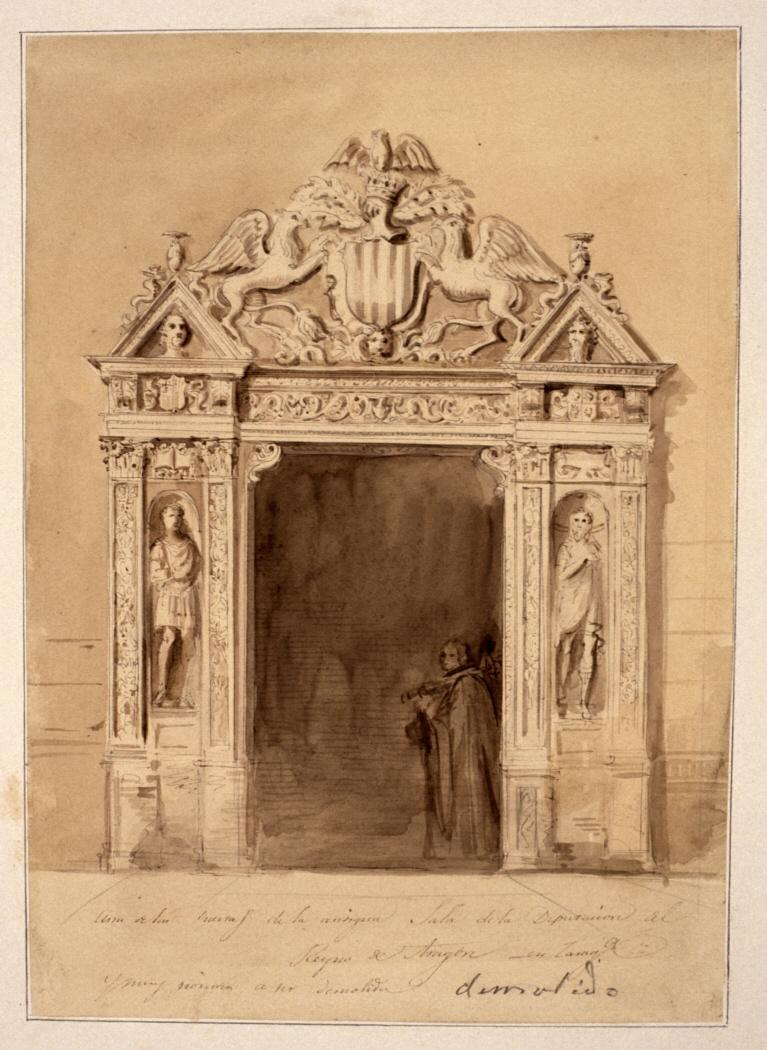
Pórtico del palacio de la Diputación antes de ser demolido. Dibujo de Valentín Carderera. Museo Lázaro Galdiano.

### Primera Planta
En la primera planta  había una capilla con un retablo de 1502 de Gil Morlanes labrado en alabastro y separado en tres partes: en el centro la "Coronación de la Virgen", y en los laterales historias de San Jorge y de Santa Engracia, santos de arraigo local. En las paredes había pinturas de Pablo Ravilla.

### Segunda planta
En la segunda planta se encontraba el llamado salón de San Jorge, salón de Cortes o salón del Reino, que medía 292 palmos de largo, 52 de ancho y 56 de altura. Ahí se celebraban las Cortes y otros actos solemnes. Tenía seis ventanas, dos a oriente y cuatro al norte. En el fondo de dicha sala, en la pared del costado este, se situaba a manera de altar la imagen en alabastro de San Jorge y el dragón, que era obra de escultor pamplonés Miguel de Ancheta. En las paredes colgaban los cuadros de todos los reyes de Aragón, pintados por Felipe Oriosto con sus respectivas inscripciones latinas de Jerónimo de Blancas. El techo estaba decorado en estilo mudéjar, dorado y adornado con figuras de grifos, leones, centauros y animales mitológicos. En una sala aledaña  adornada con retratos de los Justicia de Aragón pintados por Rolan de Moys se reunía el Tribunal del Justicia.

### Tercera planta
Servía de archivo y armería y estaba decorada con un tejado de tejas de Alemania formando rombos negros y blancos.
La pequeña iglesia de San Juan del Puente también formaba parte del complejo y era usada como capilla real.

## Historia
En las Cortes de Aragón celebradas en 1427 se decidió construir una sede permanente para la Diputación del General del Reino de Aragón. El edificio fue construido bajo la dirección económica de Ramón de Mur y las obras duraron entre 1437 y 1450. Los maestros principales responsables de la obra fueron: Johan de Laredo, maestro de la obra de piedra, Moris Perrin, maestro de la obra de carpintería y diseñador del tejado, y Mahoma Rafacon. Fueron maestros subordinados eran Bernart Arnault, Bernart Soler e Ibrahim de Ceuta. 

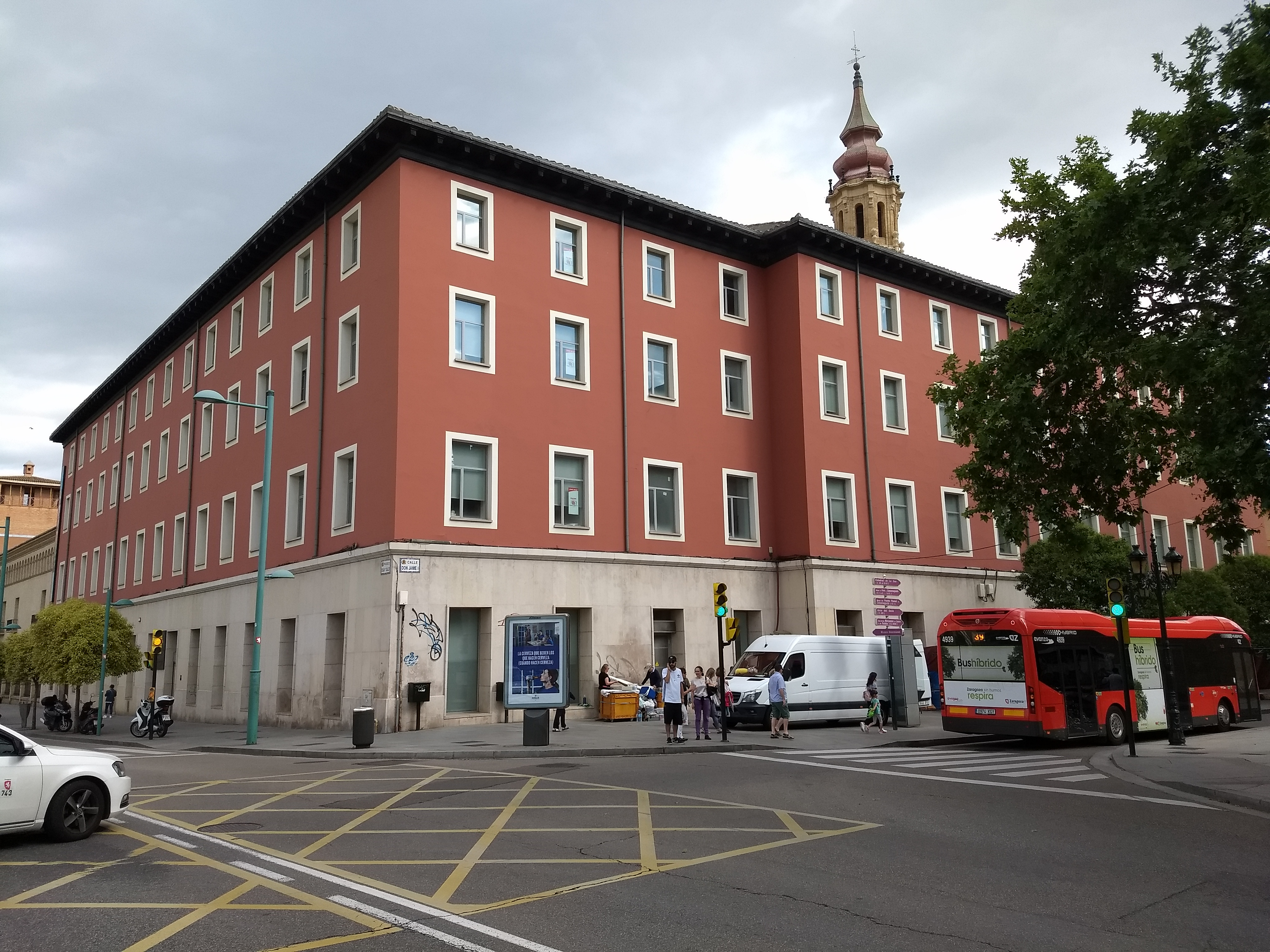
Antiguo seminario, construido sobre los restos del palacio de la Diputación.

En 1559 se construye el mirador del lado del río Ebro bajo la dirección de Juan de Gali y Jaime Crosian.  En 1670 se construye una cubierta que cubre el patio interior.
En 1707 se abole el Reino de Aragón y todas sus instituciones a causa de los Decretos de Nueva Planta de Felipe V. La Real Audiencia de Aragón se hace cargo del edificio que pasa a denominarse "Casas de la Audiencia".
El 27 de enero de 1809 varias bombas del ejército de Napoleón que sitiaba Zaragoza cayeron en el edificio creando un incendio de tres días de duración. No obstante, el edificio no fue por completo quemado por las llamas sino que se salvó en gran parte. Parte de la documentación guardada en los archivos pudo ser salvada del incendio al ser arrojada por las ventanas a la plaza de la Catedral. Dichos restos de los archivos permanecieron en el domicilio particular de Ramón de Les hasta que en 1820 fueron trasladados a la recientemente creada Diputación Provincial de Aragón (en la actualidad Diputación Provincial de Zaragoza).
Abandonada su función institucional, y necesitando de una reconstrucción, el edificio fue abandonado por las instituciones públicas mientras que los vecinos aprovechaban los materiales de construcción. Además, el palacio fue convertido parcialmente en viviendas que fueron habitadas hasta 1828.
En 1830 el palacio fue cedido al arzobispo de Zaragoza. Inmediatamente se comenzó la construcción del Seminario Conciliar aprovechando los restos del antiguo palacio. En 1845 se derribaban los restos de la iglesia de San Juan del Puente.

## Restos y posible reconstrucción

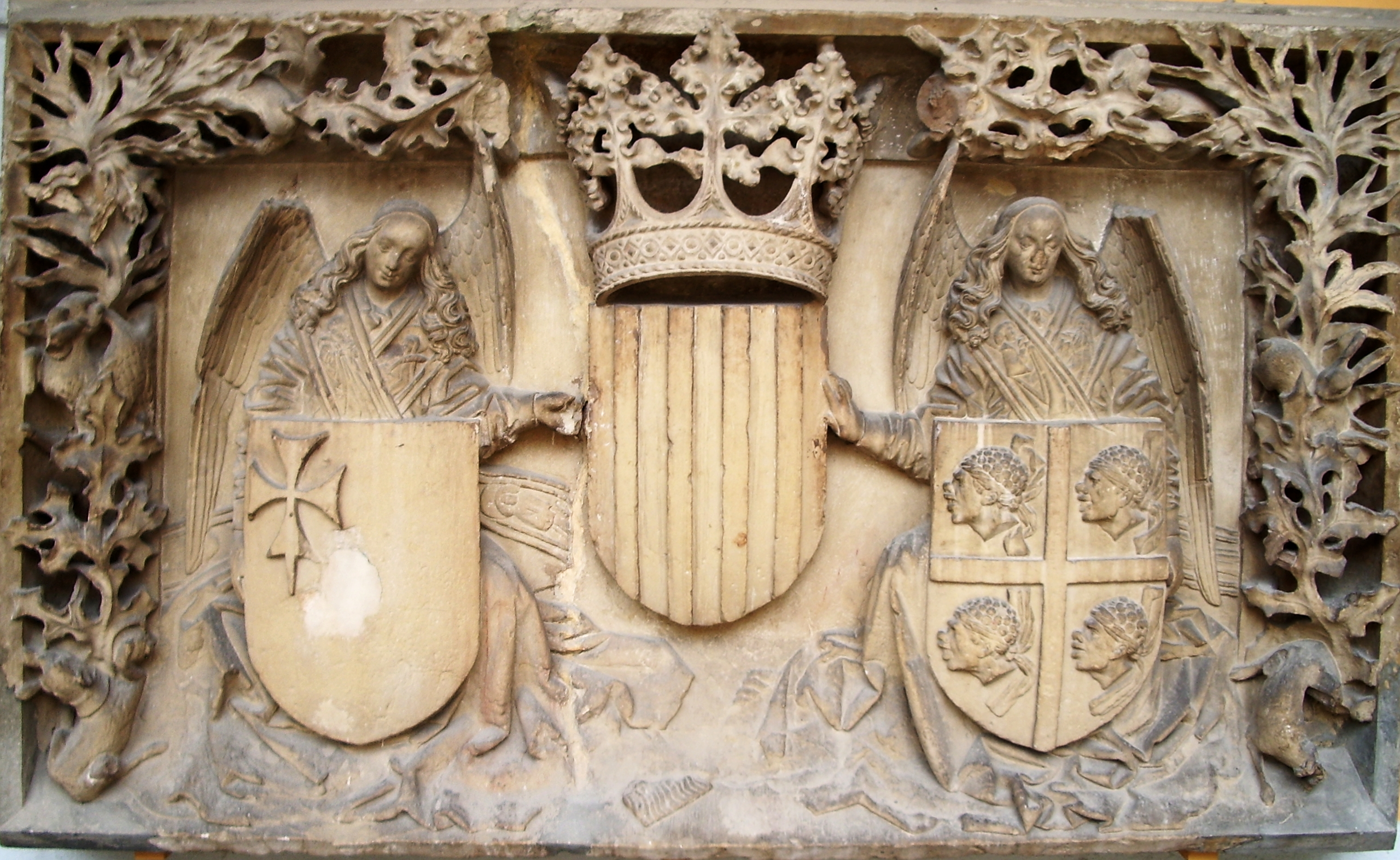
Escudos del Palacio de la Diputación (h. 1450), hoy custodiados en el Museo de Zaragoza.

En el Museo de Zaragoza se conservan dos altorrelieves con el escudo de armas de la Diputación esculpidos en piedra arenisca, atribuidos a Franci Gomar y Fortaner de Usesques entre 1448 y 1449.
Parte de los archivos fueron salvados y se conservan en el archivo de la Diputación Provincial de Zaragoza. Otra parte sigue desaparecida y en manos particulares como una subasta en 2017 puso en evidencia.
Diversos restos escultóricos procedentes del edificio aparecieron entre las obras de excavación de la plaza de la Catedral en 1989. Además, los cimientos y una parte de las paredes pueden haberse conservado como parte del actual edificio del antiguo Seminario Conciliar (actualmente "Casa de la Iglesia").
En la campaña electoral de 2015 la candidatura del PAR propuso reconstruir el edificio de nuevo.